# Janet Young (barones)
Janet Mary Baker Young, Baroness Young (Oxford, Engeland, 23 oktober 1926 – Londen, Engeland, 6 september 2002) was een Brits politica van de Conservative Party.
Young studeerde aan de Universiteit van Oxford en was Kanselier van het Hertogdom Lancaster van 14 september 1981 tot 6 april 1982 en Leader of the House of Lords van 14 september 1981 tot 11 juni 1983.
Zij vervulde de functie van Lord Privy Seal in het Kabinet-Thatcher van 6 april 1982 tot 11 juni 1983. In dat kabinet was zij Onderminister voor Onderwijs van 4 mei 1979 tot 14 september 1981 en Onderminister voor Buitenlandse Zaken van 13 juni 1983 tot 13 juni 1987.
- Library of Congress Control Number: no2002097668
- Virtual International Authority File: 68606384
- WorldCat: E39PBJw8RDBTVjTr8YbMBkrQbd